# Slemrevet
Slemrevet är ett skär i Åland (Finland). Det ligger i Skärgårdshavet och i kommunen Kumlinge i landskapet Åland, i den sydvästra delen av landet. Ön ligger omkring 48 kilometer nordöst om Mariehamn och omkring 240 kilometer väster om Helsingfors.
Öns area är 2,4 hektar och dess största längd är 260 meter i sydväst-nordöstlig riktning. Trakten är glest befolkad. Närmaste större samhälle är Vårdö, 17,9 km sydväst om Slemrevet.